# Ouvèze
Pour les articles homonymes, voir Ouvèze (homonymie).
L’Ouvèze est une rivière du Sud-Est de la France qui coule dans les départements de la Drôme et de Vaucluse. Elle est un affluent gauche du Rhône.
L'ancien nom de Sorgue a été utilisé pour la désigner.

## Géographie
De 93,5 km de longueur, elle prend sa source dans la montagne de Chamouse, près de Somecure, située dans le massif des Baronnies dans le sud-est de la Drôme. Elle coule vers l'ouest en passant à Montguers, Buis-les-Baronnies, Pierrelongue, Mollans-sur-Ouvèze. Dans le Vaucluse, elle coule au nord-ouest du mont Ventoux et au nord des Dentelles de Montmirail pour passer à Vaison-la-Romaine.
Après Vaison, elle coule dans une plaine assez humide située entre Rasteau et Sorgues. L'Ouvèze rejoint le Rhône, en rive gauche, en passant à l'ouest de Sorgues face à l'île de la Barthelasse.
Elle est en partie longée par la route des Princes d'Orange.

## Hydrographie
Principaux affluents :
- le Toulourenc, entre Mollans-sur-Ouvèze et Entrechaux.
- la Seille, qui vient de Jonquières, traverse Courthézon et se jette à Bédarrides.
- les Sorgues (hors branche d'Avignon du canal de Vaucluse).
  - les Sorgues de Velleron et d'Entraigues réunies à Bédarrides.
  - le canal de Vaucluse et sa branche canal du Griffon, à Sorgues.

Autres affluents :
- Menon
- Eyguemarse

## Hydrologie

### L'Ouvèze à Vaison-la-Romaine
Le débit de l'Ouvèze a été observé sur une période de 45 ans (de 1972 à 2015) à Vaison-la-Romaine, pittoresque et antique cité du département de Vaucluse, située à un niveau où la taille du bassin versant est de 585 km2 sur 910, soit 65 % de la totalité du bassin de la rivière.
Le module de la rivière à cet endroit est de 6,14 m3/s.
L'Ouvèze présente des fluctuations saisonnières de débit assez importantes, avec des hautes eaux d'hiver et de printemps portant le débit mensuel moyen à un niveau allant de 7,11 à 10,0 m3/s, de novembre à mai inclus (maximum en janvier), et des basses eaux d'été de juillet à septembre, avec une baisse du débit moyen mensuel jusqu'au niveau de 1,36 m3/s au mois d'août.

### Étiage ou basses eaux
Le VCN3 peut chuter jusque 0,26 m3, en cas de période quinquennale sèche.

### Crues
Les crues peuvent être extrêmement importantes, voire dévastatrices. Le QIX 2 et le QIX 5 valent respectivement 150 et 240 m3/s. Le QIX 10 est de 310 m3/s. Le QIX 20 vaut 370 m3/s et le QIX 50 450 m3/s, tandis que le QIX 50 se monte à 470 m3/s.
Le débit instantané maximal enregistré a été d'environ 1 000 m3/s le 22 septembre 1992, tandis que la valeur journalière maximale était de 304 m3 le 7 janvier 1994, avec une hauteur maximale instantanée de 610 cm le même 22 septembre 1992.

### Lame d'eau et débit spécifique
La lame d'eau écoulée dans cette partie du bassin versant de la rivière est de 332 millimètres annuellement, ce qui est au-dessus de la moyenne en France. Le débit spécifique (Qsp) atteint 10,5 litres par seconde et par kilomètre carré de bassin.

## Crues historiques

### Chronologie
- 21 août 1616
- septembre 1862
- novembre 1886
- octobre 1909
- 24 septembre 1924
- 20 novembre 1951
- 22 septembre 1992
- septembre 2002

### Crue du 22 septembre 1992

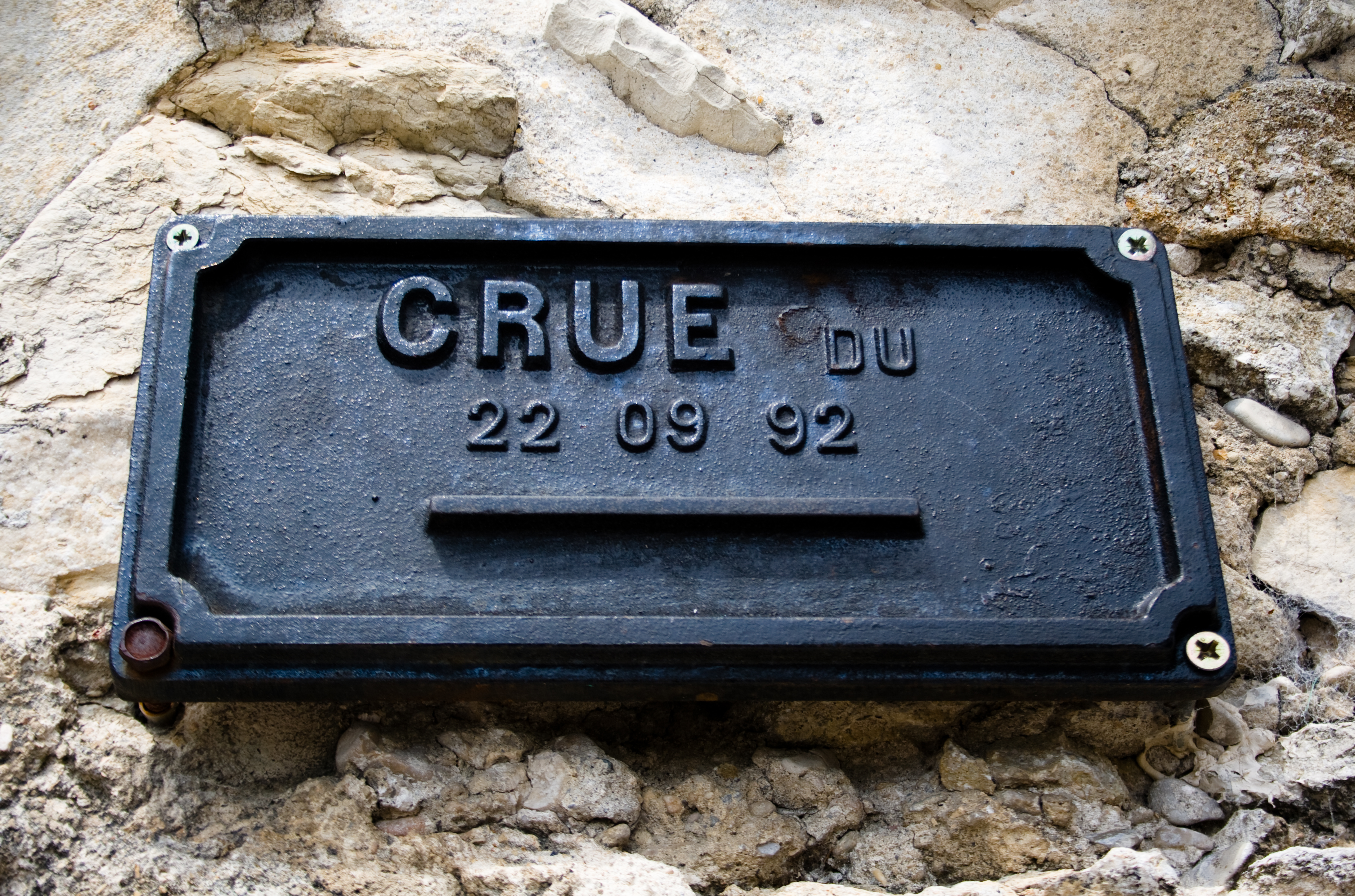
Plaque commémorative de la crue de l'Ouvèze le 22 septembre 1992.

La crue du 22 septembre 1992 s'est déroulée durant les crues d'automne qui peuvent se produire sur les cours d'eau méditerranéens de moyenne montagne.
Cet événement météorologique important, désigné sous le terme d'épisode méditerranéen, semble avoir été amplifié par les modes d'occupation du sol et de gestion des lits des cours d'eau. L'histoire et l'analyse géomorphologique indiquent en effet que l'Ouvèze a déjà connu des crues aussi importantes que celle du 22 septembre 1992. Elle se caractérise par sa courte durée et son intensité. En effet, en quatre heures, il est tombé selon les endroits, entre 300 mm (à Entrechaux près de Vaison-la-Romaine) et 143 mm (à Buis-les-Baronnies, dans la Drôme) et 179 mm à Vaison et 215 mm à Malaucène. De plus, il s'est écoulé à peine cinq heures entre l'inondation et l'amorce de la décrue.
Toute la nuit et durant plusieurs jours, les secouristes s'affairent à retrouver les victimes. Cette montée des eaux restera marquée à jamais par les pertes humaines : 37 décès dont 3 à Séguret ; 4 disparus (dont un corps retrouvé en novembre 1993). Les pertes matérielles se chiffrent à 500 millions de francs, soit un peu plus de 76 millions d'euros.

## Galerie

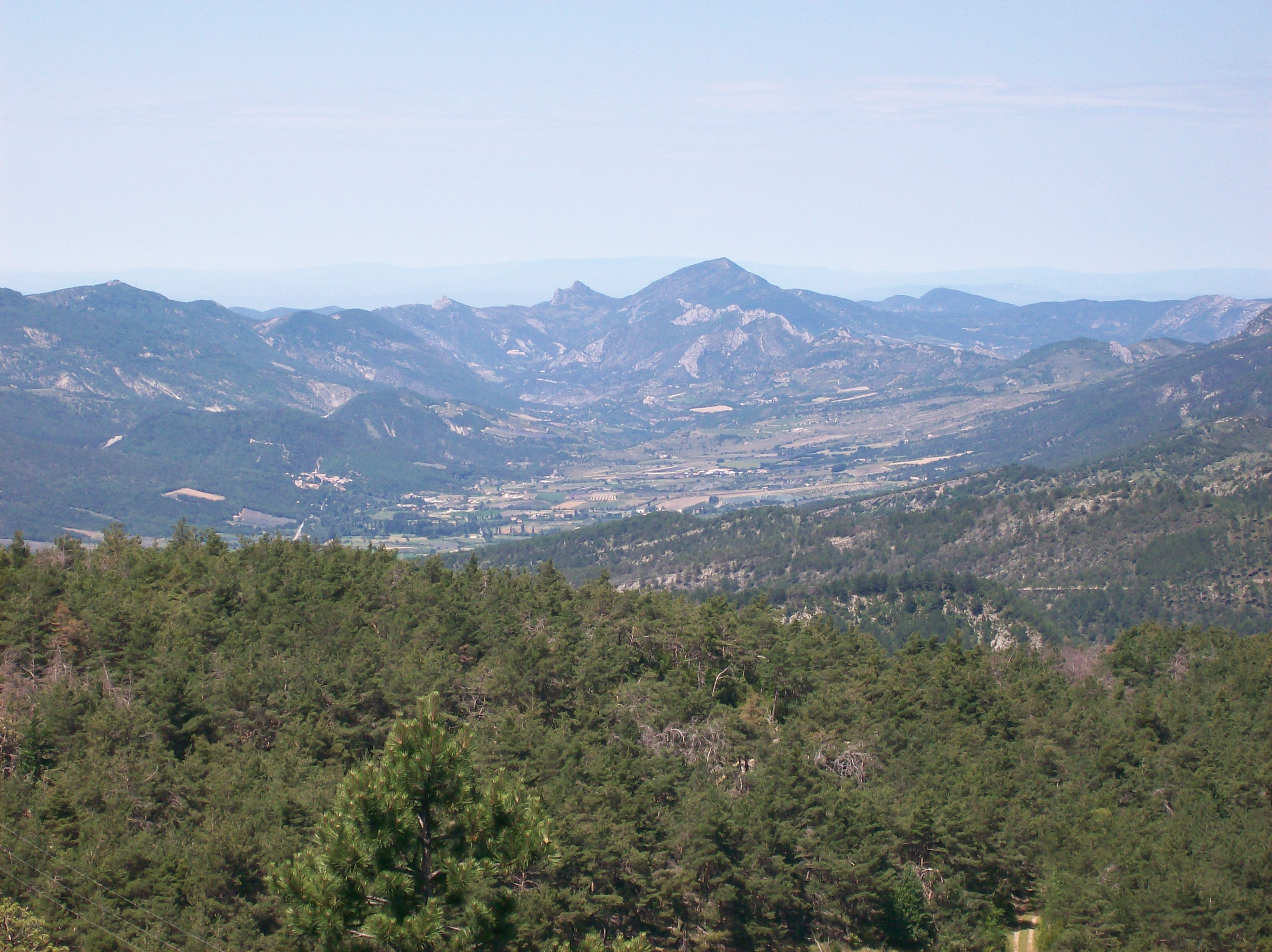
La vallée de l'Ouvèze depuis le col du Perty dans la Drôme.
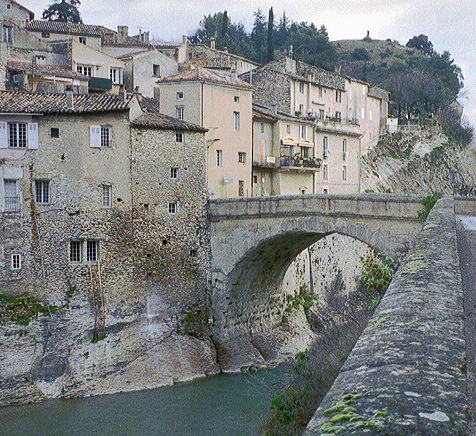
Pont sur l'Ouvèze à Vaison-la-Romaine.
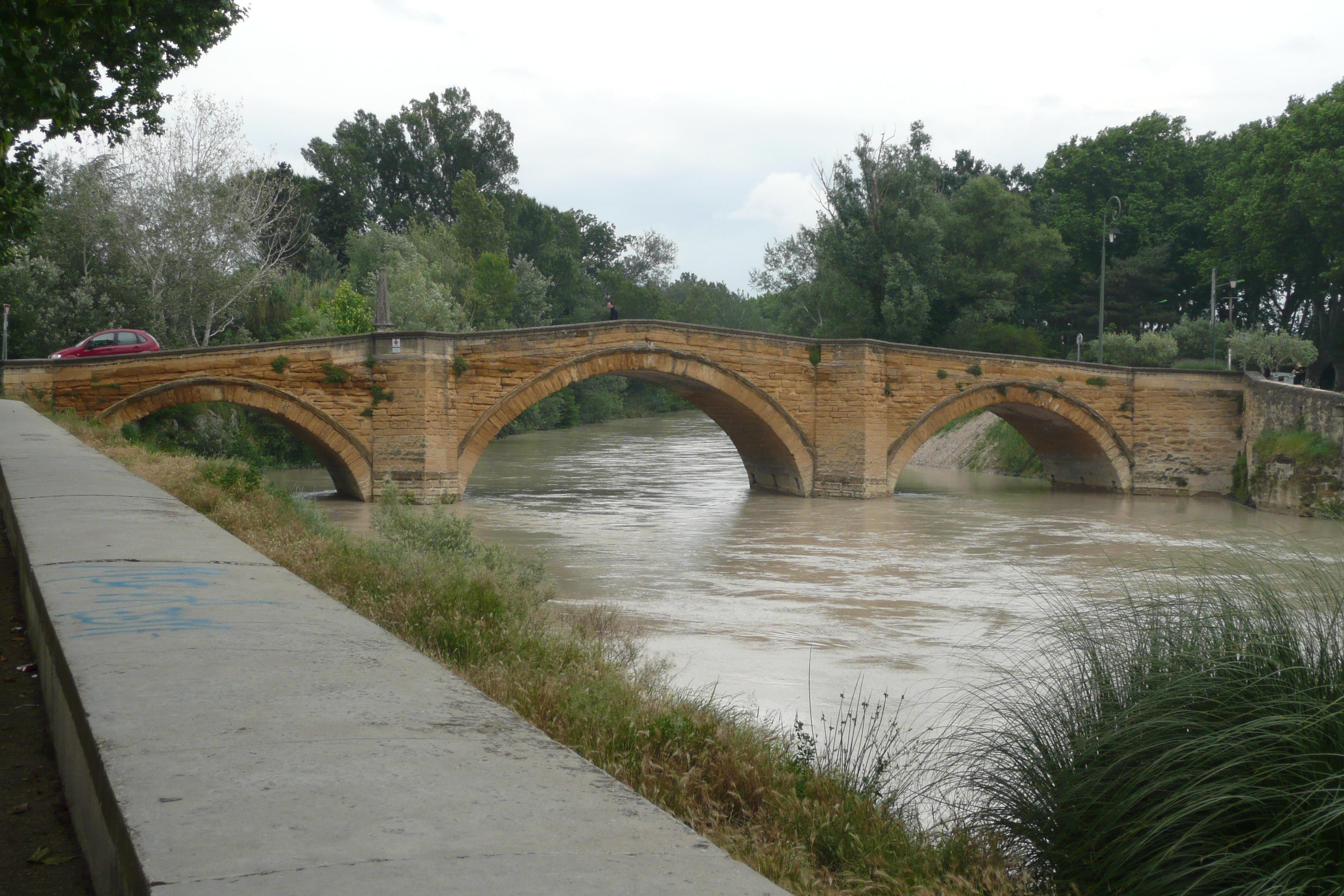
L'Ouvèze avec une hauteur de 2,27 mètres soit 89 m3/s le 31 mai 2008 à Bédarrides.
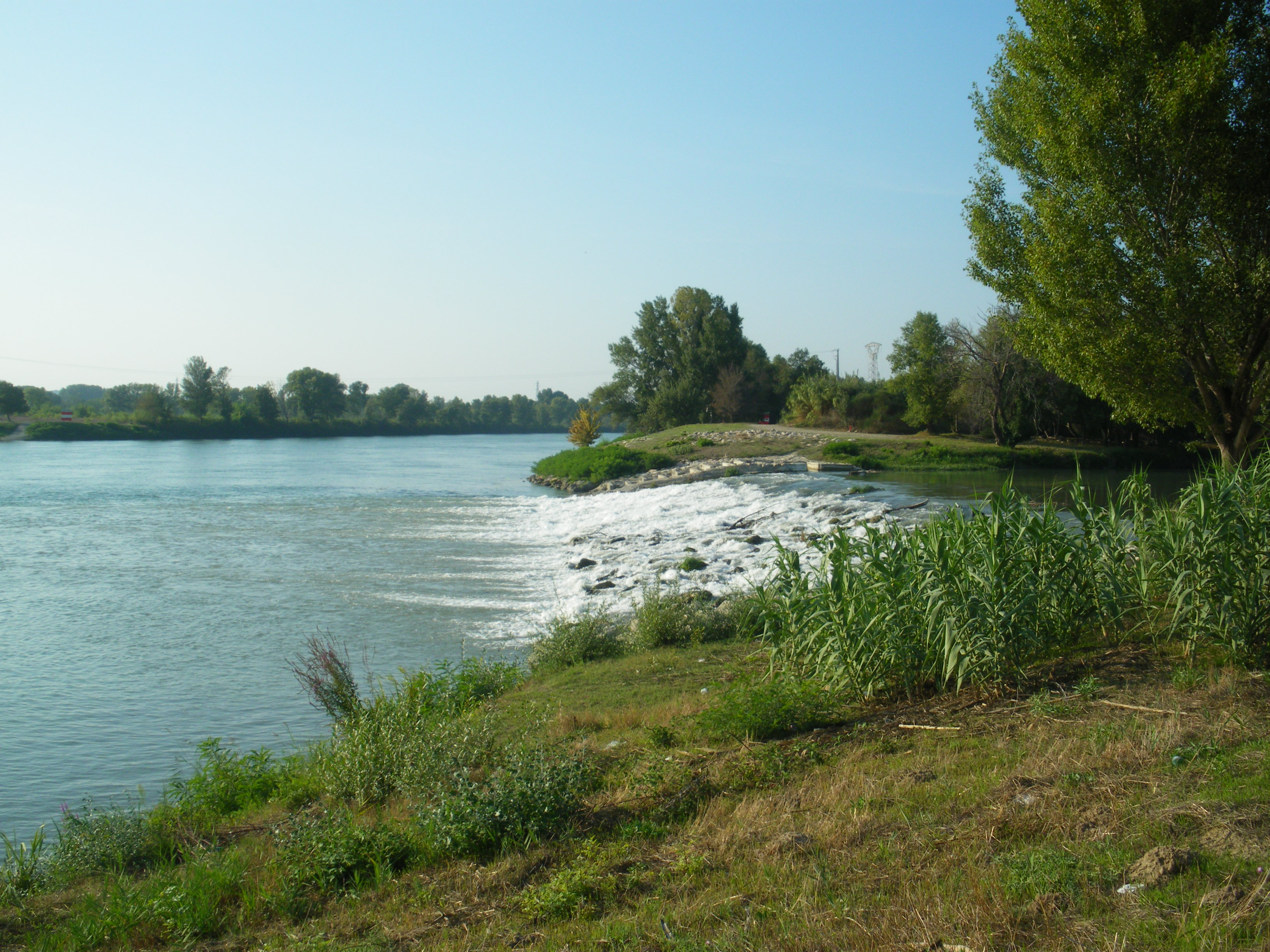
Embouchure de l'Ouvèze au Rhône, rive gauche.
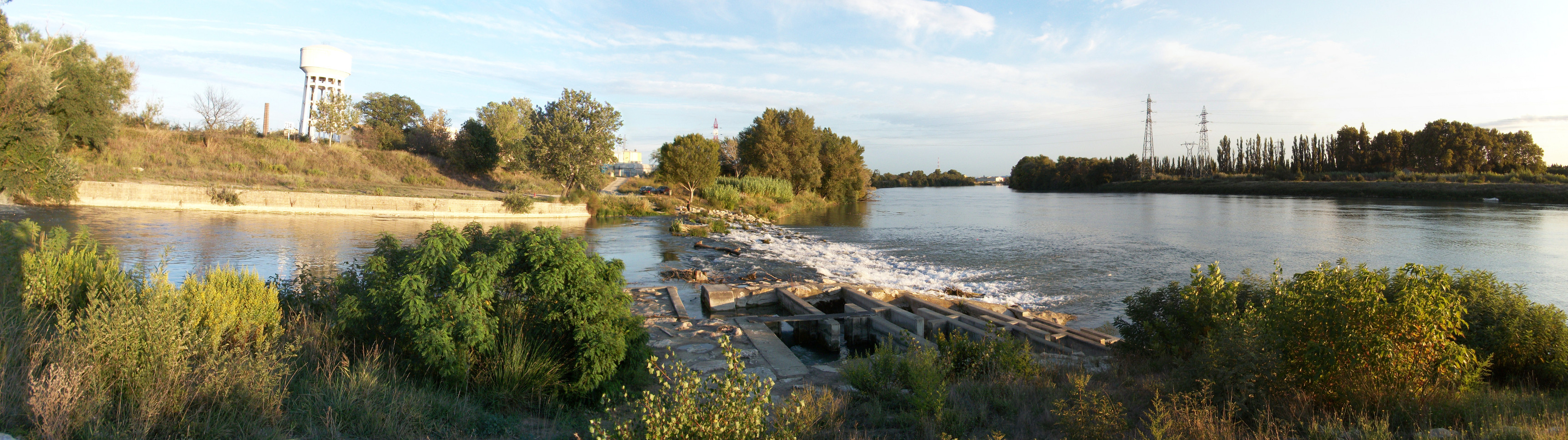
Confluence avec le Rhône, rive droite.

## En littérature
L'Ouvèze et sa vallée forment le cadre de l'action du roman de Jean Giono Que ma joie demeure.